# 1622 Chacornac
1622 Chacornac је астероид главног астероидног појаса чија средња удаљеност од Сунца износи 2,234 астрономских јединица (АЈ).
Апсолутна магнитуда астероида је 12,2.